# Сора (приток Корбанки)

Сора — река в России, протекает в Вологодской области в Сямженском и Сокольском районах. Устье реки находится в 29 км по правому берегу реки Корбанка. Длина реки составляет 21 км.
Исток реки находится в Сямженском районе в Павдовском болоте в 13 км к югу от Житьёво и в 25 км к югу от Сямжи. Течёт в лесном массиве сначала на юго-запад, затем на юг. Крупных притоков нет. В среднем течении на реке стоит посёлок 47 км, ниже его река входит на территорию Сокольского района. Впадает Сора в Корбанку в покинутом населённом пункте Воробьёвский.

## Данные водного реестра
По данным государственного водного реестра России относится к Двинско-Печорскому бассейновому округу, водохозяйственный участок реки — Северная Двина от начала реки до впадения реки Вычегда, без рек Юг и Сухона (от истока до Кубенского гидроузла), речной подбассейн реки — Сухона. Речной бассейн реки — Северная Двина.
По данным геоинформационной системы водохозяйственного районирования территории РФ, подготовленной Федеральным агентством водных ресурсов:
- Код водного объекта в государственном водном реестре — 03020100312103000007179
- Код по гидрологической изученности (ГИ) — 103000717
- Код бассейна — 03.02.01.003
- Номер тома по ГИ — 03
- Выпуск по ГИ — 0